# آسيا بوث كلارك
آسيا بوث كلارك (بالإنجليزية: Asia Booth)‏ هي مقالاتية أمريكية، ولدت في 19 نوفمبر 1835 في بيل أير في الولايات المتحدة، وتوفيت في 16 مايو 1888 في بورنموث في المملكة المتحدة.